# Sulis
Dans le polythéisme celte pratiqué en Grande-Bretagne, Sulis était une divinité vénérée à la source thermale de Bath (maintenant dans le Somerset). Elle était adorée par les Romano-Britanniques sous le nom de Minerve Sulis, dont les objets votifs et les tablettes dédiées suggèrent qu'elle était vue à la fois comme une déesse-mère nourricière et comme un agent efficace de malédictions demandées par ses fidèles. 

## Étymologie
La signification exacte du nom de Sulis est encore matière à débat parmi les linguistes. Une possibilité est « la vue », apparenté avec l'irlandais ancien súil « œil, espace », lui-même peut-être dérivé d'un mot proto-celtique *sūli- qui peut être lié aux différentes formes indo-européennes du mot « soleil » (le grec homérique ηέλιος, le sanskrit sūryah « soleil », à partir du proto-indo-européen *suh2lio-),.

## Culte à Bath

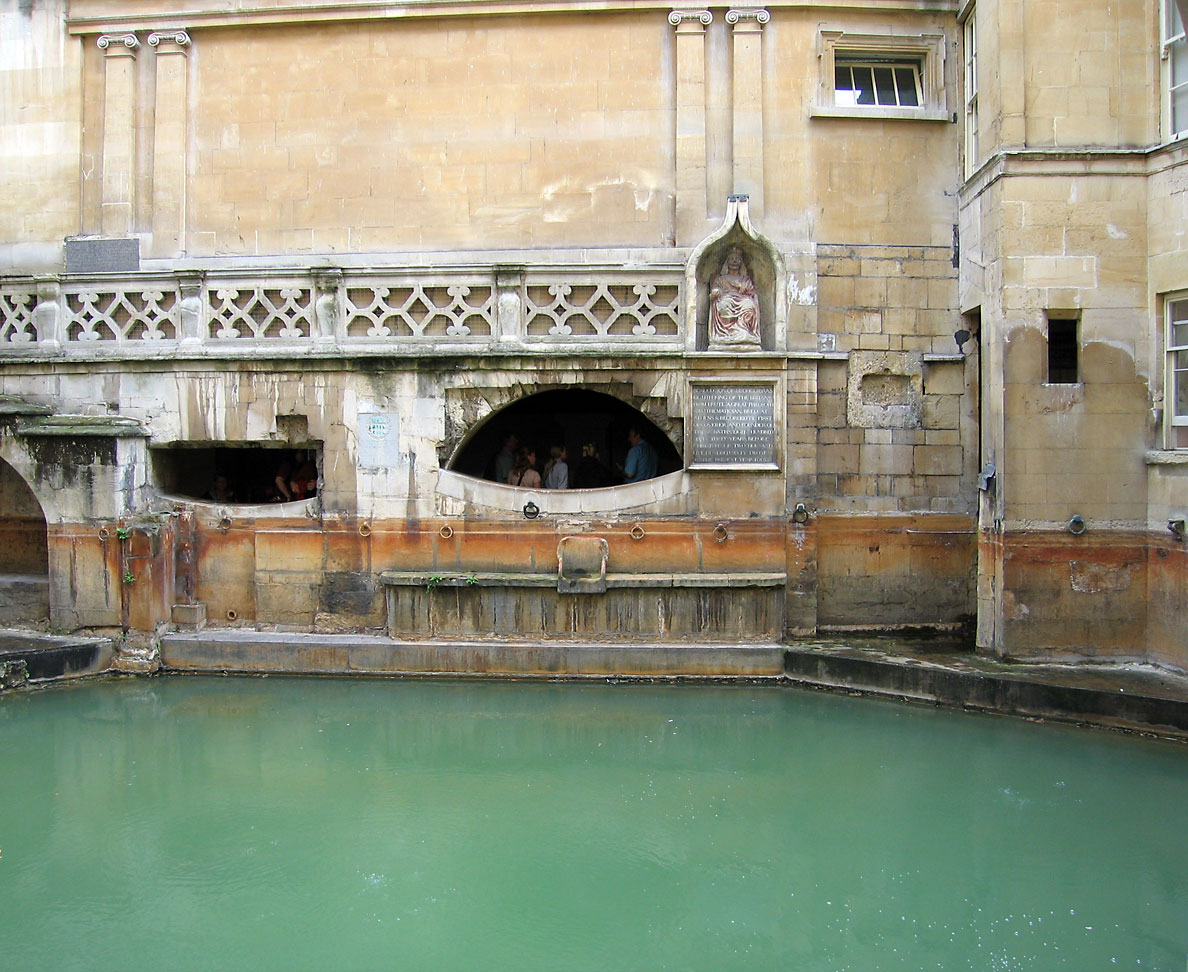
Les bains Romains de Bath

Sulis était la déesse locale des sources thermales qui alimentent encore le spa de Bath, ville baptisée par les Romains Aquae Sulis ("les eaux de Sulis"). Son nom apparaît principalement sur les inscriptions découvertes à Bath, avec une seule instance à l'extérieur de la grande-Bretagne à Alzey, en Allemagne. Ce n'est pas surprenant, car les divinités Celtiques ont souvent conservé leur localisation d'origine. Ils sont restés jusqu'à la fin associé à un lieu précis, souvent un sillon dans la terre, une source, un étang ou un puits. Les Grecs citaient de même les divinités pré-Hellénique locales à travers des épithètes particuliers, associés au culte de leur panthéon Olympien à certains endroits (Zeus Molossos seulement à Dodone, par exemple). Les Romains avaient tendance à perdre de vue ces emplacements spécifiques, sauf dans quelques cultes étrusques hérités et des idées comme le genius loci, le gardien de l'esprit d'un lieu.
La statue de culte en bronze doré de Sulis Minerva « semble avoir été délibérément endommagée » plus tard dans l'Antiquité, peut-être par des raids barbares, chrétiens, ou d'autres encore.

### Tablettes gravées
Environ 130 tablettes de malédiction, principalement adressées à Sulis, ont été trouvés dans la "source sacrée" dans les thermes romains de Bath. En général, le texte sur les tablettes consacrées à Sulis concerne le vol, par exemple, de petites sommes d'argent ou des vêtements dans les thermes. Il est évident, à partir de la version localisée de style de Latin ("Latin britannique"), qu'une forte proportion des tablettes venait de la population locale. Dans un registre formel, souvent légaliste, les tablettes en appellent à la divinité Sulis, pour punir les auteurs connus ou inconnus de l'infraction jusqu'à ce que la réparation soit faite. On lui demande généralement de porter atteinte à l'intégrité physique ou mentale de l'auteur, par le refus de sommeil, en cessant les fonctions corporelles normales ou même par la mort. Ces affections doivent cesser lorsque le bien est retournée à son propriétaire ou traité comme le propriétaire le souhaite, souvent dédié à la divinité,. Un message trouvé sur une tablette dans le Temple de Bath (une fois décodée) se lit comme suit : "Docimedis a perdu deux gants et demande que le voleur responsable perde ses esprits [sic] et ses yeux dans le temple de la déesse".

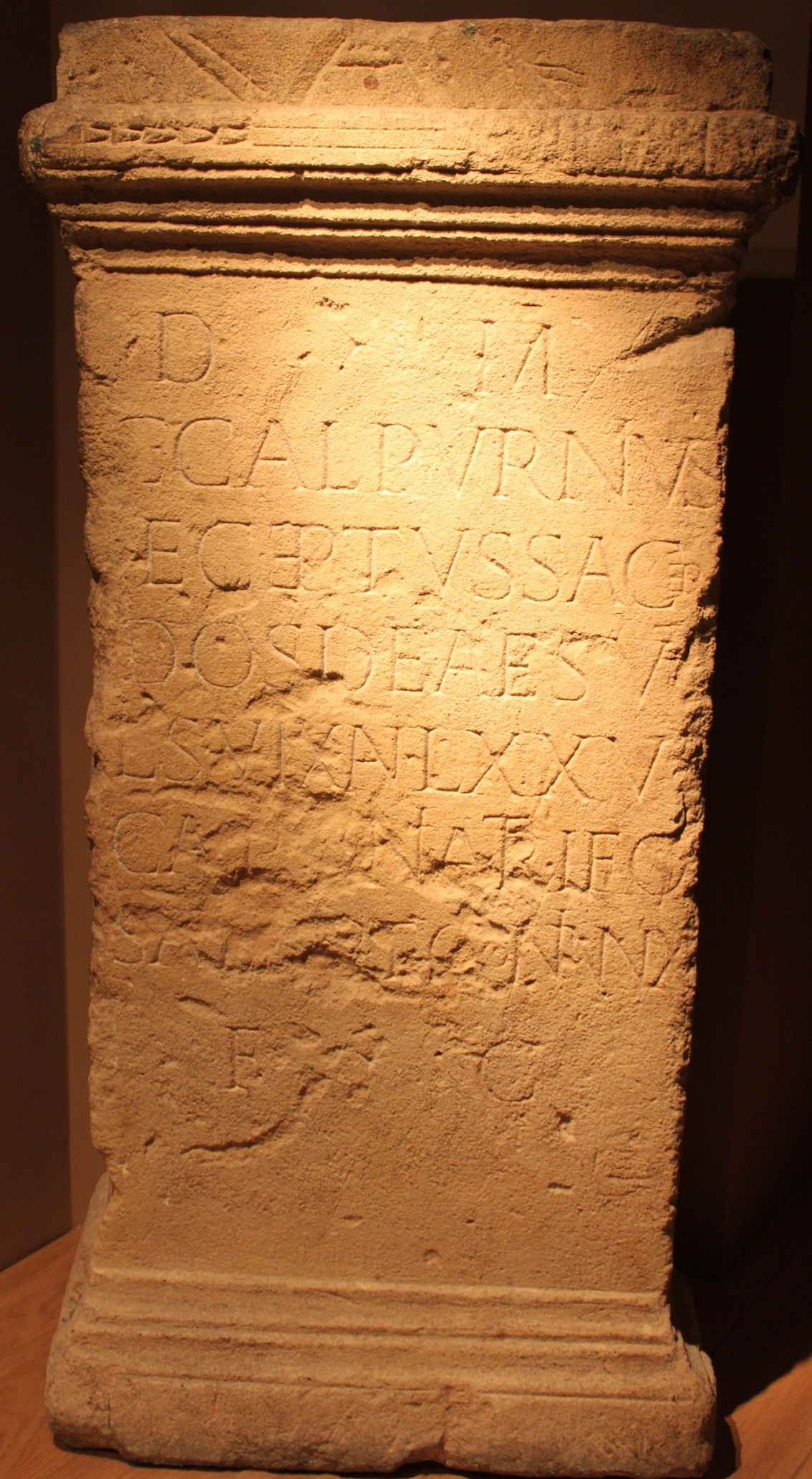
Épitaphe latine de Caius Calpurnius, un prêtre de Sulis à Bath, qui est décédé à l'âge de 75 ans et a été commémoré par sa femme, une affranchie

Les tablettes sont souvent écrit en code, grâce à des lettres ou des mots écrits à l'envers. L'ordre des mots peut aussi être inversé et les lignes peuvent être écrites dans des directions alternées, de gauche à droite puis de droite à gauche (boustrophédon). Alors que la plupart des textes de la grande-Bretagne Romaine sont en Latin, deux écrits trouvés là sur des feuilles en étain sont dans une langue inconnue, peut-être du Brittonique. Ils sont les seuls exemples qu'on ait trouvés de l'écriture dans cette langue.

## Syncrétisme avec Minerve
À Bath, le temple romain est dédié à Minerve Sulis, comme divinité principale de la source. Comme elle a été associée par syncrétisme à la déesse romaine Minerve, les chercheurs en mythologie déduisent que Sulis était aussi une déesse de la sagesse et des décisions.
Sulis n'était pas la seule déesse présentant un syncrétisme avec Minerve. Le nom de Senua apparaît sur des plaques votives portant des images de Minerve, tandis que Brigantia a aussi beaucoup de traits associés à Minerve. L'identification de plusieurs dieux celtes avec le même dieu romain n'est pas rare (tant Mars que Mercure ont été jumelés avec une multiplicité de noms celtes). Cependant, les déesses ont plutôt résisté au syncrétisme; Minerve Sulis est l'une des rares paires attestées de déesse celte avec une homologue romaine.
Des dédicaces à Minerve sont courants à la fois en Grande-Bretagne et dans l'Europe continentale, généralement sans aucun lien avec la culture celte, à l'exception de Belisama. 

## Déesse solaire
Sur la base de l'étymologie de son nom, ainsi que plusieurs autres caractéristiques, telles que l'association avec la vue, la loi civique et des qualificatifs relatifs à la lumière, Sulis a été interprétée comme une divinité solaire, au moins à l'époque pré-romaine. Certains chercheurs ont suggéré en outre un rôle de facto de divinité solaire celte, les autres noms comme ceux des Suleviae et apparentés désignant la même déesse à d'autres endroits,.

## Culte moderne
Sulis a des adorateurs contemporains parmi les communautés Wiccan et païennes. En 1998, certaines personnes déposaient encore des offrandes dans les eaux des thermes de Bath.

## Un autre site dédié à Sulis:Sulim
En Bretagne, le site du Castennec en Bieuzy-les-Eaux correspond à l'ancienne ville romaine de Sulim, où était aussi honorée la déesse solaire Sulis.